# Синди Саммерс
Синди Саммерс (англ. Cyndee Summers), настоящее имя Синтия Иветт Лоран (англ. Cynthia Yvette Laurent, 27 сентября 1949, Лос-Анджелес, Калифорния — 15 ноября 2009) — американская порноактриса, член Зала славы XRCO.

## Биография
Родилась 27 сентября 1949 года в Лос-Анджелесе. Дебютировала в порноиндустрии в 1970 году, в возрасте около 21 года. Снялась более чем в 70 порнофильмах и «петель»[что?] в течение эпохи порношика в 1970-х и 1980-х годах.
Снималась для таких студий, как VCA, After Hours Cinema, Bizarre Video, Caballero Home Video и других. Из индустрии ушла в 1987 году.
В 1989 году была введена в Зал славы XRCO как «пионер кино».

## Награды и номинации
- 1989 — Зал славы XRCO[4][5]

## Избранная фильмография
- Divorce Court II,
- Older Women with Young Boys (1985),
- Erotic Zone (1985)
- Stiff Competition (1984).